# Myrcianthes oreophila
Myrcianthes oreophila är en myrtenväxtart som först beskrevs av Friedrich Ludwig Diels, och fick sitt nu gällande namn av Mcvaugh. Myrcianthes oreophila ingår i släktet Myrcianthes och familjen myrtenväxter. IUCN kategoriserar arten globalt som sårbar. Inga underarter finns listade i Catalogue of Life.